# ウィリアム・K・バートン

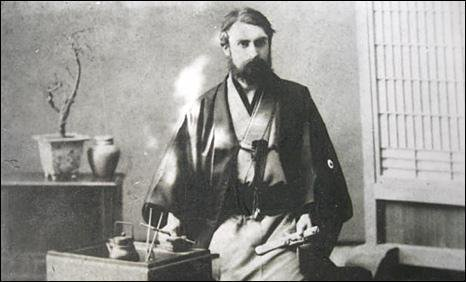
ウィリアム・K・バートン

ウィリアム・キニンモンド・バートン（William Kinninmond Burton, 1856年5月11日 - 1899年8月5日）は、スコットランド・エディンバラ生まれの技術者・写真家。
「W.K.バルトン」の表記のように、在日中はバルトンの呼称の方が一般的であった。

## 略歴

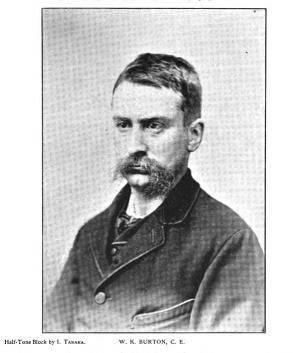
ウィリアム・K・バートン

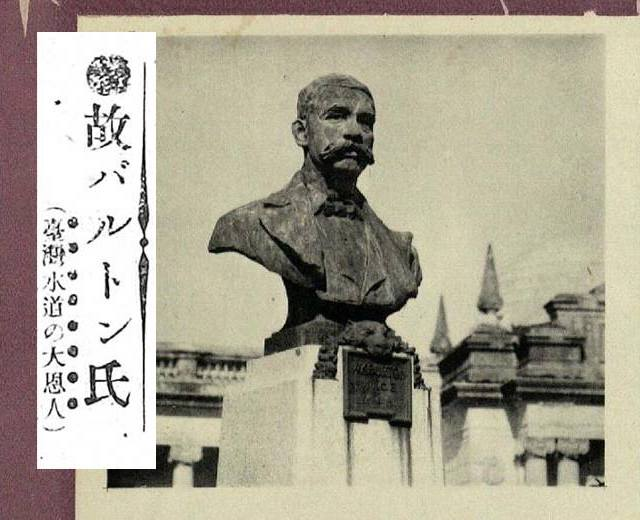
教え子だった浜野弥四郎の尽力で台湾・台北水道水源地に建立されたバートンの像（現存せず）

バートンは法律家で文筆家のジョン・ヒル・バートン (John Hill Burton) とカサリーン・イネスの夫妻のもとに生まれた。高校卒業後、エディンバラのブラウン・ブラザーズ社で水道技術工見習いとなり、1879年、叔父のコスモ・イネスを頼りロンドンに移った。イネスは技術事務所を営む傍ら、衛生保護協会 (Sanitary Protection Association) 事務局長を務めており、バートンは、1881年には衛生保護協会の主任技師となった。イネスは1869年から3年間、インド植民地公共事業局の技師を務めており、その間、明治政府の工部省測量司に配下の測量師3名をお雇いに推薦したことがあった。

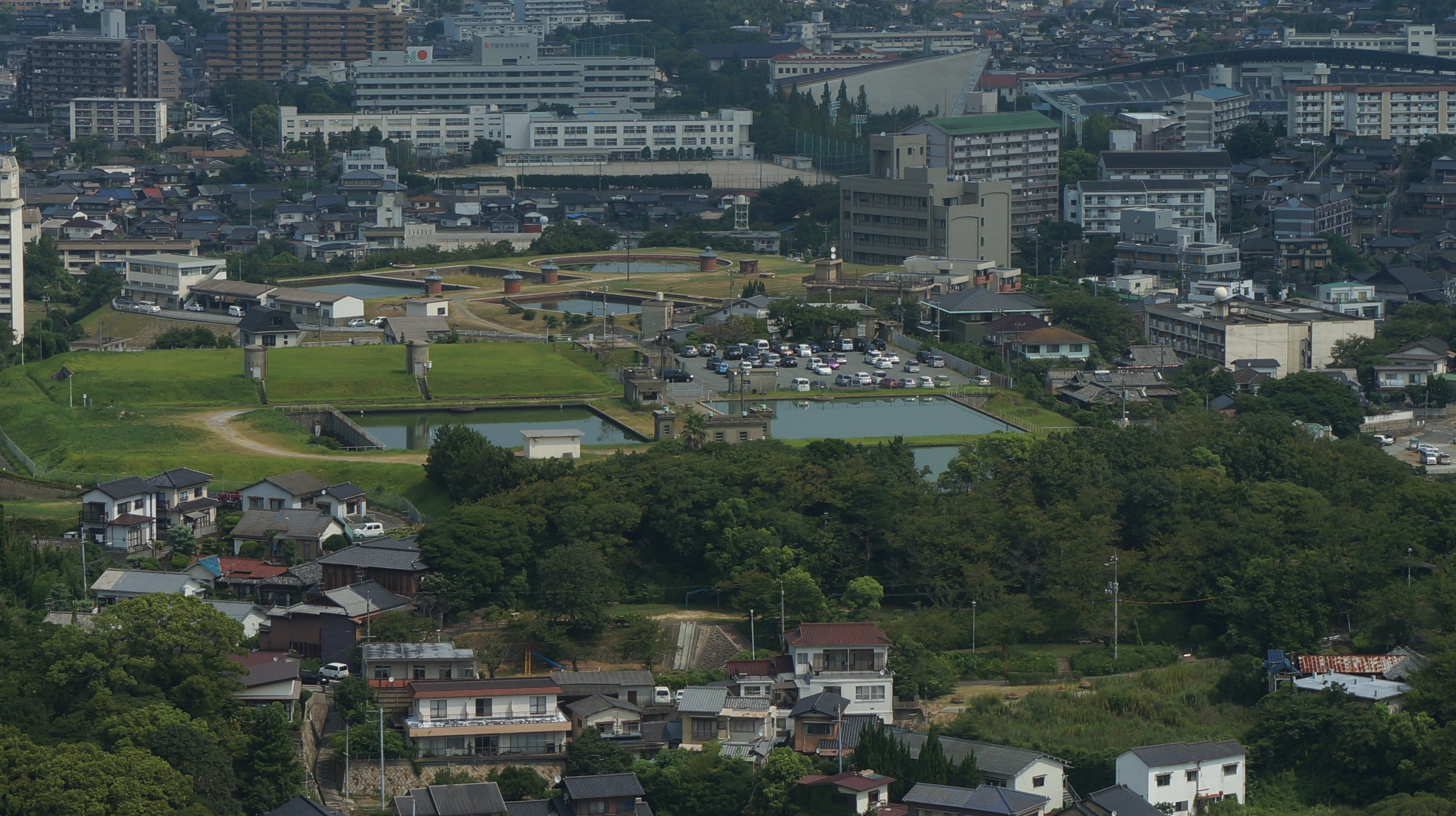
高尾浄水場(写真奥)と日和山浄水場(写真手前)

大学教育は受けておらず、とくに目ぼしい実績もなかったが、渡欧中の永井久一郎（永井荷風の父）と知り合ったことで、彼の推薦を得て、当時コレラなどの流行病の対処に苦慮していた明治政府の内務省衛生局のお雇い外国人技師として1887年（明治20年）来日。衛生局のただ一人の顧問技師として東京市の上下水道取調主任に着任するとともに、帝国大学工科大学（のちの東京大学工学部）で衛生工学の講座ももち（正式な教授ではなく特別講師的なもの）、浜野弥四郎など何人かの著名な上下水道技師を育てた。バートンの設計は、実地工事上の段階で大幅に変更せざるを得ないものではあったが、帝都上下水道の基本計画となり、東京、神戸、福岡、岡山などの上下水道の基本調査などを担当した。バートンが基本プランを作成した下関市高尾浄水場は瀧川釼二の設計により明治39年(1906年)に給水開始。以来、1世紀以上使用され、平成10年(1998年)に着水井(ちゃくすいせい)、濾過池(ろかち)、濾過池付設調節井、配水地(はいすいち)など一連の施設が登録有形文化財に登録された
。下関市が頒布している災害備蓄用飲料水のボトルにはバートンの顔が印刷されている。さらに凌雲閣の基本設計者でもある。
バートンは母方の祖父が地元では名の知られた写真愛好家であったことから、カメラや写真に詳しくなった。来日前には臭化ゼラチン乾板の原理に関する著書や論文で著名であり、当時の乾板の発明を行ったロンドンの写真技術者の一人として評価された。その後、日本で写真撮影に関する本も出版した。日本の写真家小川一真らと親しい関係を結び、小川や鹿島清兵衛らについての論説をイギリスの写真誌に寄稿した。バートンは小川や鹿島のほか、菊池大麓、ウィリアム・スタージス・ビゲロー、石川巌、小倉倹司、中島精一、江崎礼二らとともに、1889年（明治22年）5月に榎本武揚を会長として設立された日本寫眞會（在留外国人や日本人富裕層のアマチュア写真家・職業写真師のための日本初の同好会）の創立メンバーとなっている。1888年の磐梯山噴火、1891年の濃尾地震という大災害に際しては、大学の依頼で被災地に赴き、惨状を撮影した。

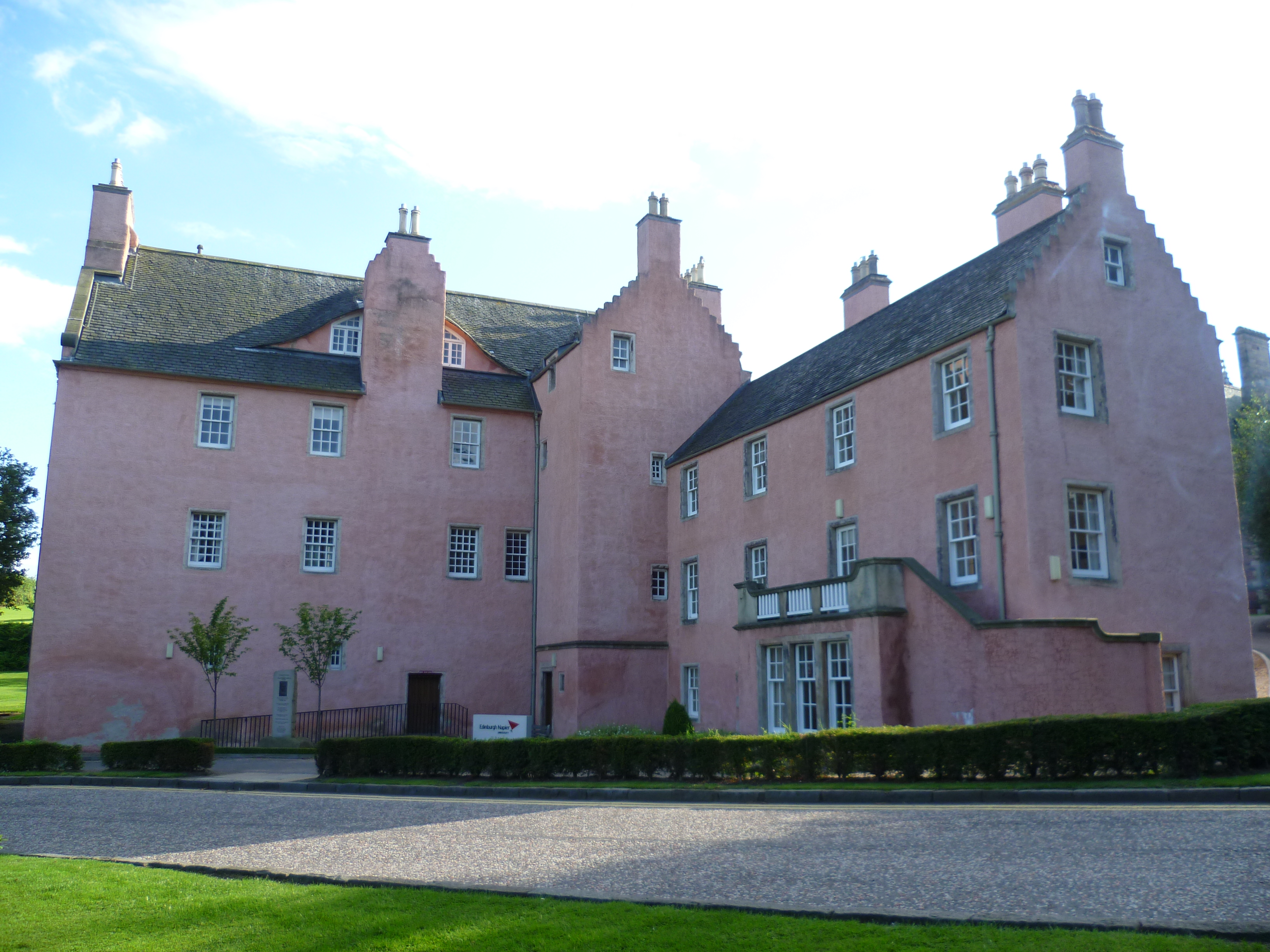
バートンの実家だったエジンバラのクレイグハウス

1896年、バートンは台湾総督府民政長官だった後藤新平の要請で教え子の浜野弥四郎とともに日清戦争の勝利によって日本の領土となった台湾に向かい、台湾の公衆衛生向上のための調査に当たった。台湾でよい水源地の発見に苦慮し、炎暑の中を調査中に風土病にかかり、1899年8月5日に43歳で没した。1894年に結婚した日本人妻と、別の女性との間に生まれた娘を伴って英国への帰国を準備していた目前であったため、帰国を果たせず、東京の青山霊園に葬られている。
教え子の浜野は師の訃報で悲しみに暮れながらも、台湾での事業を継続。基隆水道貯水池（現・基隆市暖暖区の西勢水庫）や台北水道（現・台北市中正区）、台南水道（現・台南市山上区）などを次々と完成させていった。
1919年、浜野は健康状態の悪化を理由に総督府の職務を辞し帰国することを決意すると、恩師バートンの功績を世に留めるべくその銅像を建てようと募金に奔走し、台湾総督明石元二郎にも台北水道水源地内の用地確保を申請している(p79)。3月30日に無事バートン像の除幕式を開くことができたが(p79)、戦時中に資材供出令により撤去されている(p44)。
2006年には、バートン生誕150周年を記念して、バートンの実家であり、現在はエジンバラ・ネイピア大学に寄付されているクレイグ・ハウス内に記念プレートが遺族によって設置された。

## 交流
- イギリスの小説家アーサー・コナン・ドイルは、幼少時バートン家に預けられていたことがあり、ドイルとバートンは、バートンが来日した後も親交があった。ドイルのシャーロック・ホームズシリーズに、日本に関する正確な知識が登場するのは、バートンとの交流によるものだといわれている[17][18][19]。ドイルは1890年に長編小説『ガードルストーン商会（英語版）』をバートンに献呈している[20][18][19]。
- 夏目漱石らに英語を教えたジェームズ・マードックとは同じ歳、同郷で、共著もある。